# ホソバカナワラビ
ホソバカナワラビ 　Arachniodes exilis (Hance) Ching はオシダ科のシダ植物の1つ。南日本の海岸林ではしばしば群生してみられる。近似種が多く雑種も知られる。

## 特徴
常緑性の草本。根茎は太くて長く、地表近くを横に這う。その径は1cm近くに達し、赤褐色の鱗片がある。葉には栄養葉と胞子葉の区別がある。葉の形態そのものはさほど変わらないが、明らかに胞子葉の方が背が高い
葉は立ち上がって高さ60-100cm。葉柄は藁色になり、基部には赤褐色の鱗片をつける。葉身は3回羽状複葉から4回深裂まで。小さい葉では2回羽状までにとどまることもある。羽片は5-10対あり、基部のものが最も大きい。先端に近いものほど小さくなるが、先端少し手前で急に短くなり、頂羽片がはっきりと区別出来る。また最下の羽片の一番基部下向きの小羽片が特に大きく伸びて葉身中程の側羽片と同じくらいになる。それほどではないが第2小羽片や上向きの第1小羽片も発達することが多い。そのため全体としては5角形になる。裂片の縁には鋸歯があり、その先端は短い針になる。葉質は硬い革質で深緑色。
胞子嚢群は葉身の先端方向に多くあり、裂片の中肋近くに付いており、包膜は円腎形で縁は滑らか。

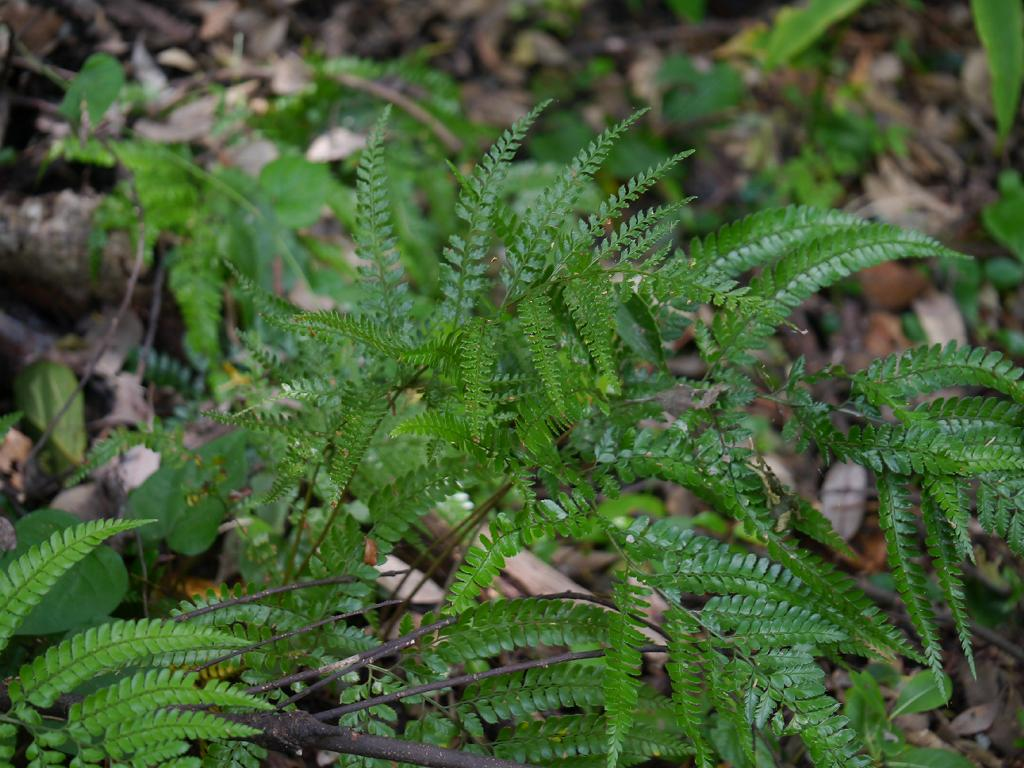
胞子葉は栄養葉より高く伸び出る
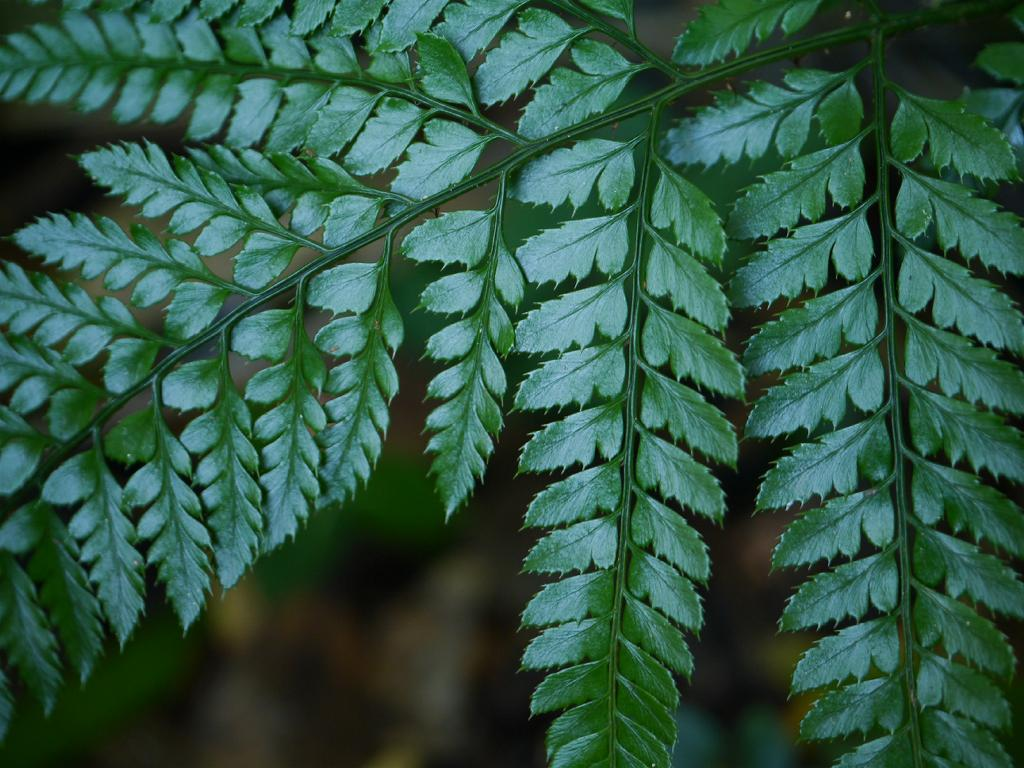
栄養葉の裂片
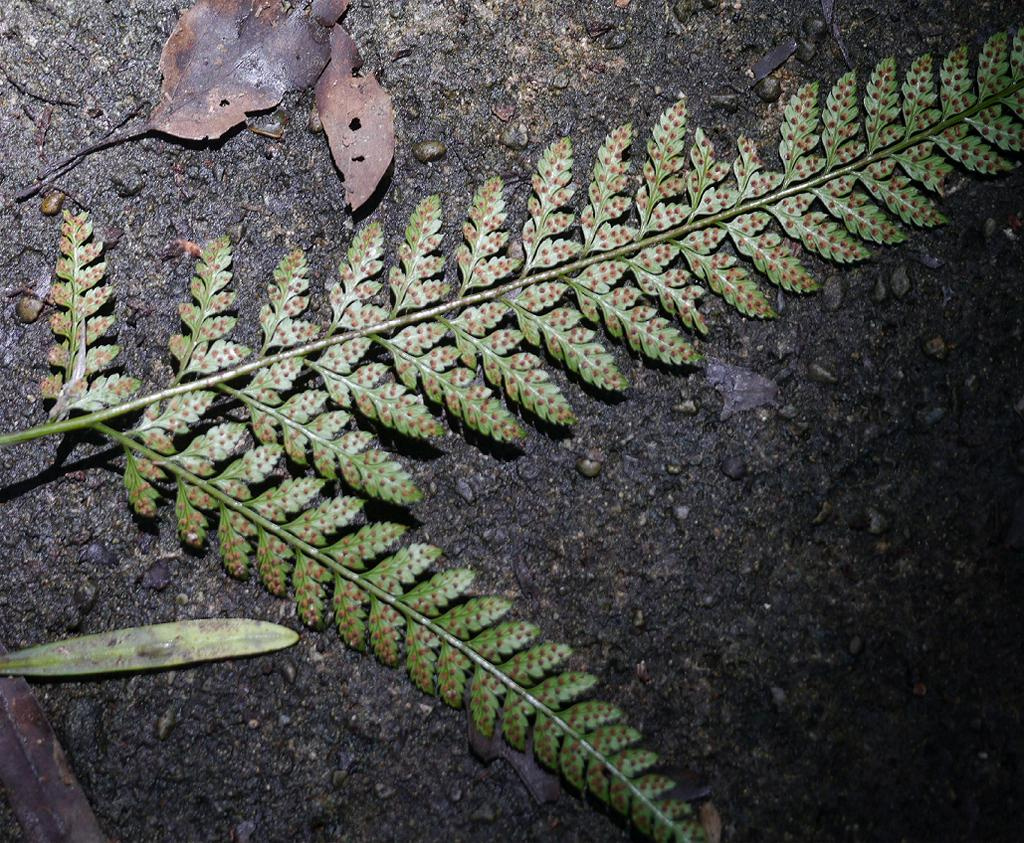
胞子葉の裏面
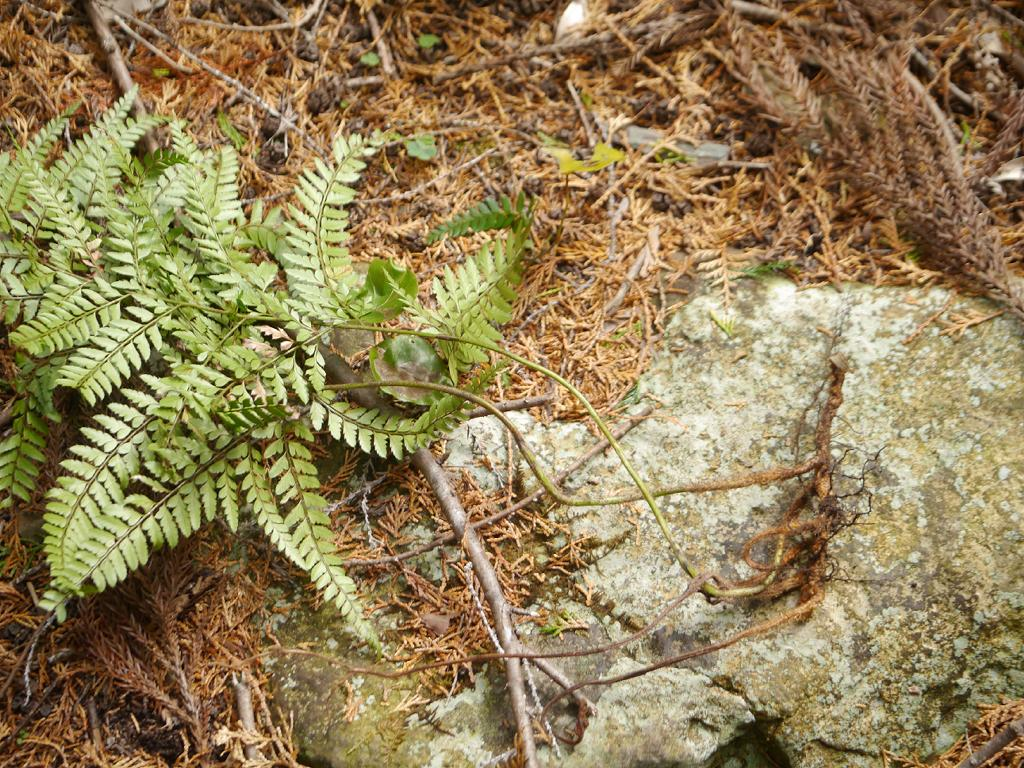
株の様子
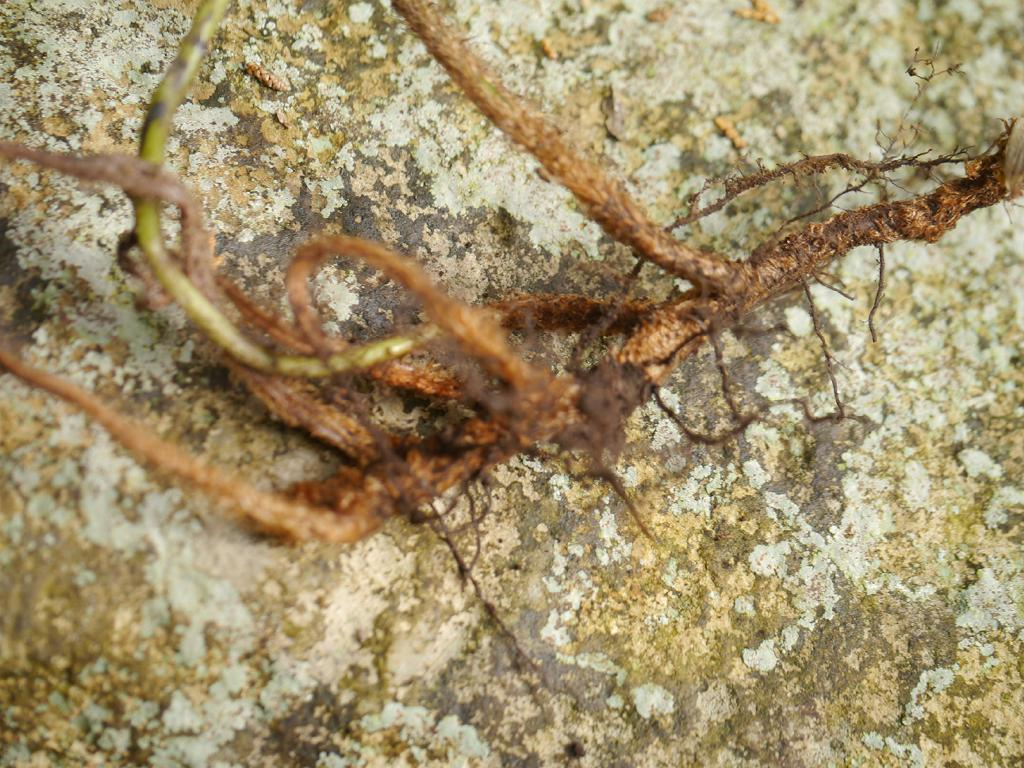
根茎

## 分布
日本では本州の石川県から関東地方より西の地域と、四国、九州、琉球に分布する。国外では朝鮮、中国、台湾、インド、マレーシア、ポリネシア、ニュージーランドにまで知られる。
なお、地域の夜変異も見られるがまだ判然としていないとのこと。

## 生育環境

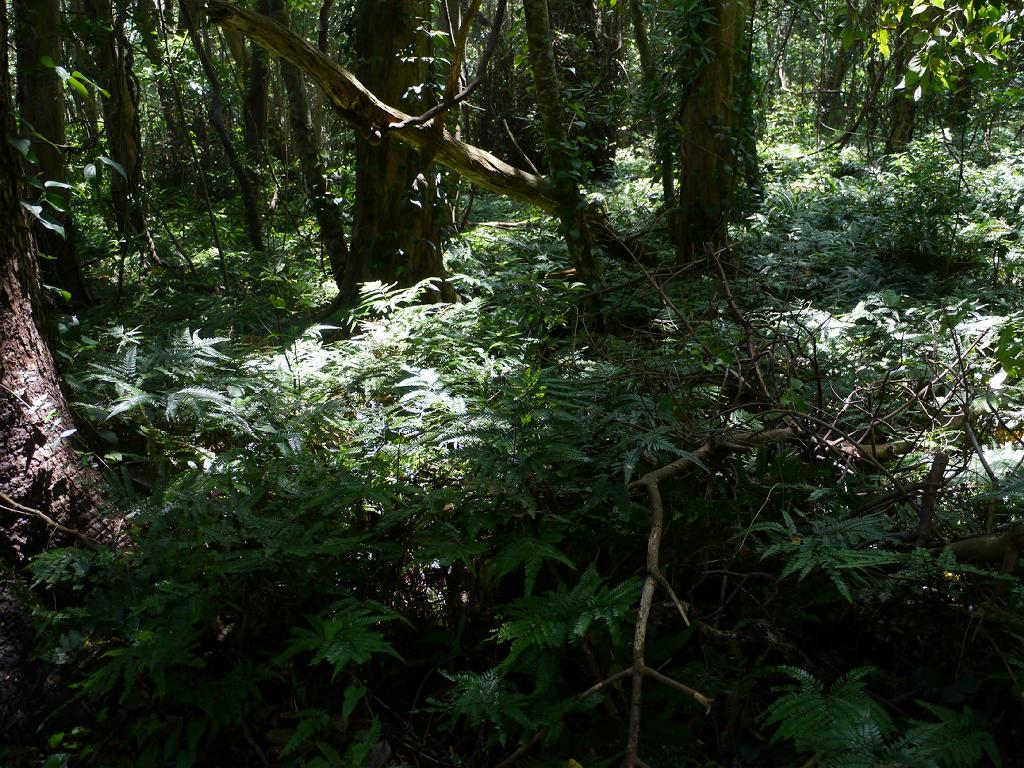
海岸性のスダジイ林の林床を埋め尽くす
和歌山県すさみ町

日本では海岸近くの森林に多く、海岸から十数kmまでの乾燥した森林に多く見られる。群生することがよくある。やや乾燥した林床に生える。照葉樹林内ではしばしば大群落を作る。
特に南日本の海岸にあるスダジイ林ではよく見られる。たとえば四国では平地のスダジイ林やタブ林で往々に出現し、林床を高い植被率で覆う。植物社会学的にはタブ - ホソバカナワラビ群落が認められている。

## 近縁種など
カナワラビ類は多くの種があり、また自然雑種も多く出現して判別が難しいことで知られる。カナワラビの名は鉄蕨で葉がとても硬いことに由来する。ホソバは羽片の幅が狭いためとも。同属には葉の硬くないものもあるが、硬いものの中では本種は葉が3回羽状にまで裂けること、頂羽片が明確であること、根茎が横に這うことで判別出来る。
近縁種との雑種は判別に困る場合もあり、その際には根茎が長く横に這う特徴が有効である。
特にコバノカナワラビ A. sporadosora は形態的にも似ており、また生育環境も似ていて、同時に見られることも多い。この種は頂羽片が区別出来ないことと根茎が長く這わないことで区別出来る。
本種に関わる自然雑種としては以下のようなものが知られている。
- ジンムジカナワラビ：×リョウメンシダ
- ホソバハカタシダ A. ×respiciens：×ハカタシダ
- シモダカナワラビ A. ×sasamotoi：×オニカナワラビ
- コウラカナワラビ A. ×clivorum：×コバノカナワラビ